# Anne Garefino
Anne Garefino (Lambertville, 1 de julho de 1959) é uma produtora de cinema e televisão estadunidense. Ela foi indicada para dezessete e ganhou cinco Primetime Emmy Awards por seu trabalho em South Park, e ganhou um Tony Award e um Grammy por seu trabalho em O Livro de Mórmon.

## Filmografia
- 1998-2020: South Park (TV) (produtora executiva)
- 2017: South Park: Phone Destroyer (Vídeo Game) (produtora executiva)
- 2017: South Park: The Fractured but Whole (Vídeo Game) (produtora executiva)
- 2014: South Park: The Stick of Truth (Vídeo Game) (produtora executiva)
- 2012: South Park: Tenorman's Revenge (Vídeo Game) (produtora executiva)
- 2009: South Park: Let's Go Tower Defense Play! (Vídeo Game) (produtora executiva)
- 2008: South Park: Imaginationland (TV) (produtora executiva)
- 2004: Team America: Detonando o Mundo (produtora executiva)
- 2001: That's My Bush! (TV) (produtora executiva - 8 episódios)
- 1999: South Park: Maior, Melhor e Sem Cortes (co-produtora)
- 1995: The Spirit of Christmas (curta-metragem) (produtora)
- 1995: Lost & Found (TV) (produtora linear)
- 1994: Small Doses (TV) (produtora)
- 1991: The Perfect Bride (Telefilme) (segunda assistente de direção)
- 1986: A Capitol Fourth (Especial de TV) (produtora associada)